# Ибрагимова, Галима Вафовна
Ибрагимова Галима Вафовна (тат. Галимә Ибраһимова 28 декабря 1909 (10 января 1910) — 1984) — народная артистка Татарской АССР (1957), заслуженная артистка РСФСР (1971), член ВКП(б) с 1945 года.

## Биография
Ибрагимова Галима Вафоновна родилась 28 декабря 1909 года (10 января 1910 года) в деревне Нижний Шандер, ныне Мамадышского района района ТАССР.
В 1929 году окончила Казанский объединённый художественно-театральный техникум.
В 1929—1932 годах училась в Москве в Центральном техникуме театрального искусства и была принята в труппу Татарского академического театра.
С 1932 года работает актриса Татарского академического театра имени Камала.
Талантливая актиса Ибрагимова Галима Вафовна умерла в 1984 году.

## Театральные работы
Луиза Миллер («Коварство и любовь» Шиллера, 1933), Валентина («Страх» А. Афиногенова, 1933), Дездемона («Отелло» Шекспира, 1936), Полина («Доходное место» А. Островского, 1938), Амина («Тукай» Файзи, 1938), Сальви («Хужа Насретдин» Н. Исанбета, 1940), Фатима («Песня жизни» Амира, 1943), Катерина («Гроза» А. Островского, 1945), Ширин («Легенда о любви» Н. Хикмета, 1955), Галин («Утраченная красота» Такташа, 1956), Корделия («Король Лир» Шекспира, 1956), Хамдия («Белый калфак» Мирхайдара Файзи), Мать («Приехала мама» Шарифа Хусаинова).

## Почётные звания
- Народная артистка Татарской АССР (1957)
- Заслуженная артистка РСФСР (1971)